# Jerónimo de Busleyden

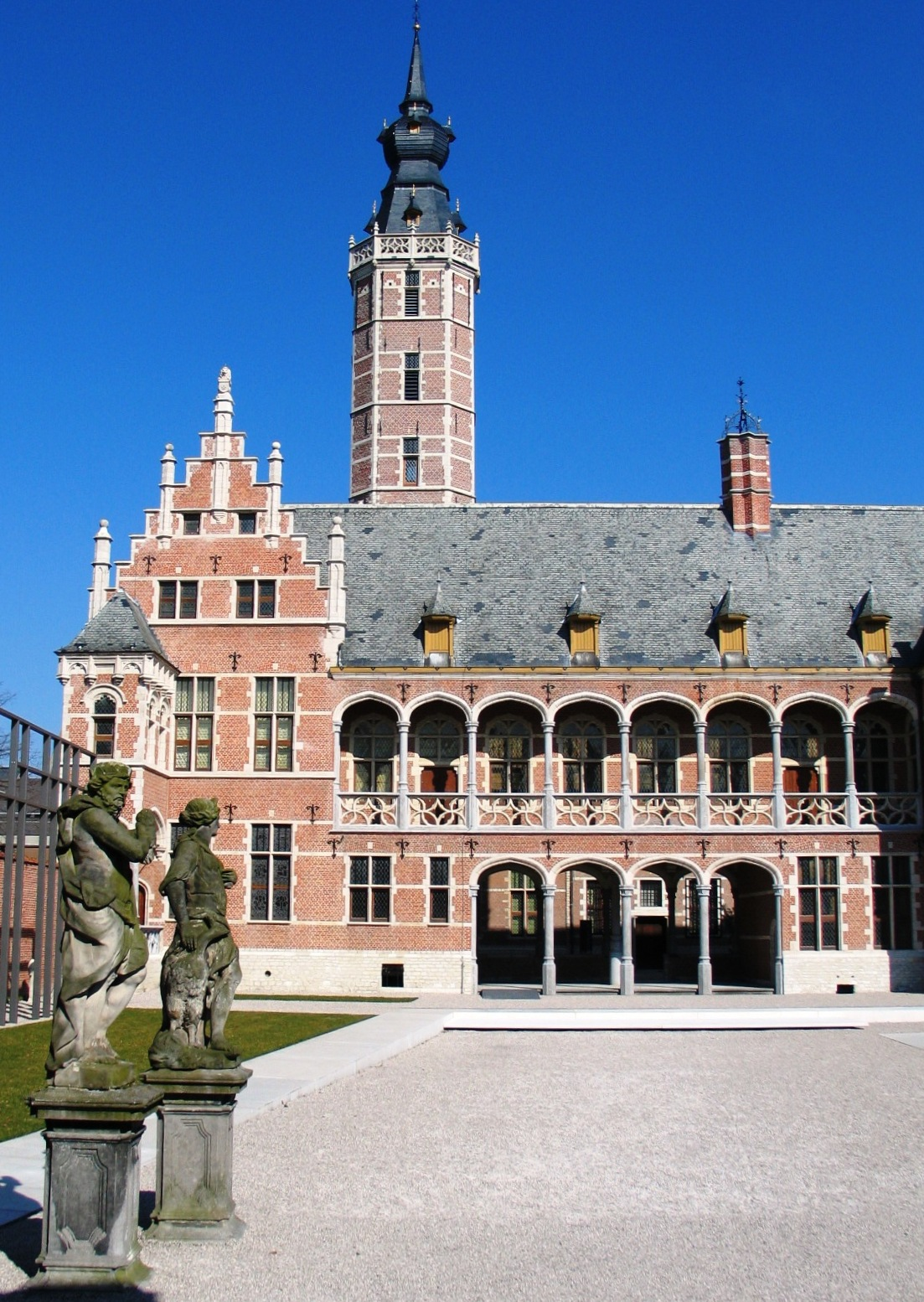
Palacio de Busleyden (en holandés : Hof van Busleyden).

Jerónimo de Busleyden, conocido como Hieronymus Buslidius (Arlon, ducado de Luxemburgo, c. 1470-Burdeos, 27 de agosto de 1517) fue un mecenas y humanista de Luxemburgo, formando parte de los Países Bajos meridionales, región que estuvo sucesivamente bajo dominación borgoñona y posteriormente bajo los Habsburgo.

## Biografía
Jerónimo de Busleyden estudió en Italia. Fue miembro del Gran Consejo de los Países Bajos en Malinas, amigo de Erasmo y funda en 1517 el Collegium Trilingue o Collegium trium linguarum), en la antigua Universidad de Lovaina. Tomás Moro fue igualmente su amigo. Su hermano, Francisco de Busleyden, ocupa diversas funciones eclesiásticas y políticas en los Países Bajos meridionales.
Su residencia en Malinas, el Palacio de Busleyden, de estilo renacentista primitivo, donde llevó a cabo su vida como mecenas y humanista, es hoy en día un museo.